# Choniosphaera maenadis
Choniosphaera maenadis is een eenoogkreeftjessoort uit de familie van de Nicothoidae. De wetenschappelijke naam van de soort is voor het eerst geldig gepubliceerd in 1933 door Bloch & Gallien.